# Mülenenschlucht

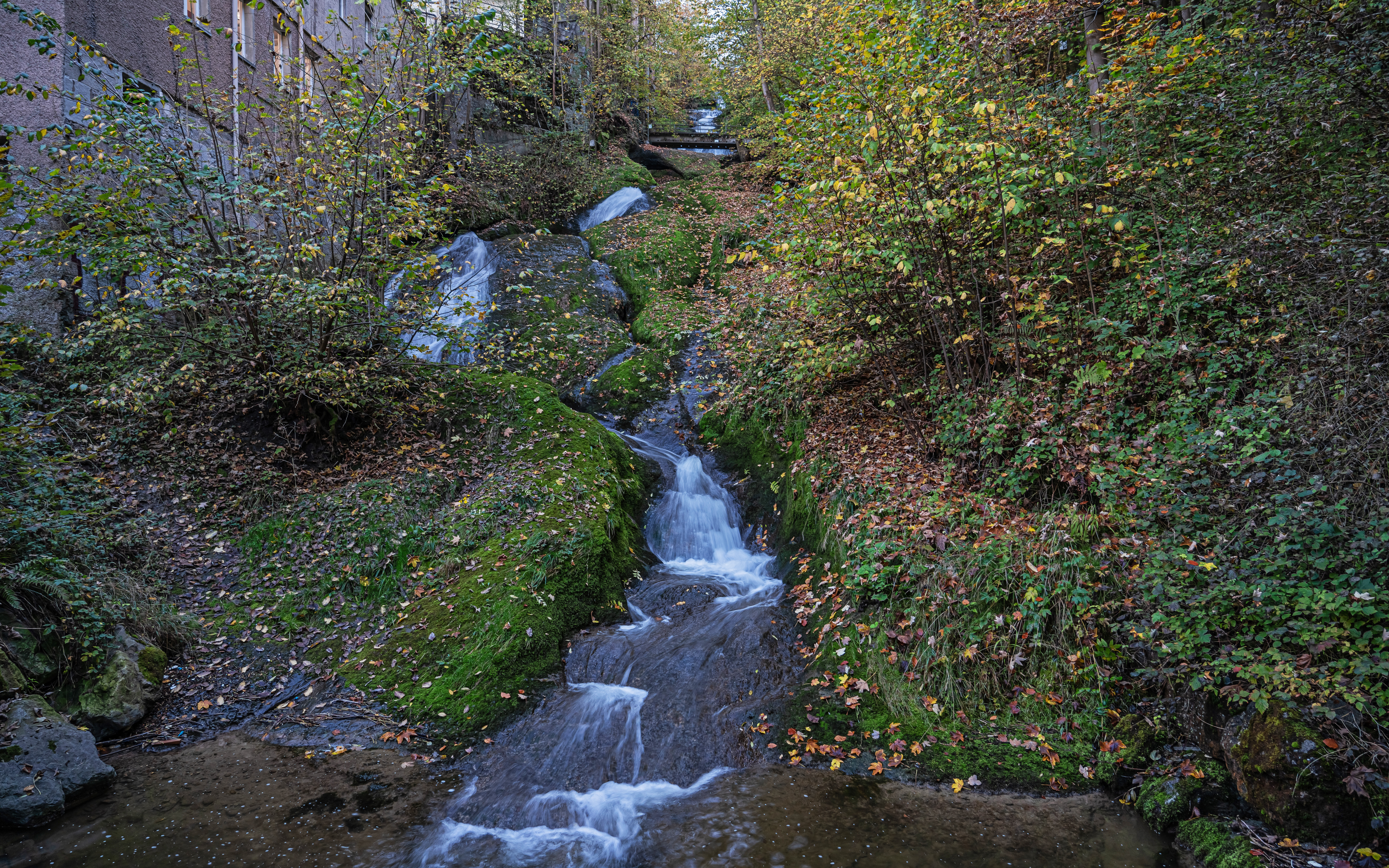
Die Steinach stürzt in der Mülenenschlucht unter Getöse ins Tal

Die Mülenenschlucht (auch Mühlenenschlucht oder nur Mühlenen) ist eine schmale, rund 350 Meter lange Schlucht südlich der Altstadt von St. Gallen. In ihr rauscht das Wasser der Steinach von der Mülegg in St. Georgen – dem Quartier oberhalb der Schlucht – ins Tal hinunter.

## Geschichte
Am unteren Ende des Tales – so die Legende – soll der Heilige Gallus gestolpert und in die Dornen gefallen sein. Er sah dies als Zeichen Gottes und errichtete hier eine Einsiedelei. Aus dieser Einsiedelei ist die Stadt St. Gallen entstanden. Die Stiftskirche St. Gallen befindet sich gleich nördlich dieses schmalen Kessels, bei dem heute die Steinach kanalisiert wird.
Im unmittelbar vor dem ehemaligen Müllertor im Süden der Stadt gelegenen Tal wurden seit früher Zeit die Mühlen der Stadt betrieben. Von da stammt auch der Name. Historisch wird der Name ohne «h» geschrieben, inzwischen findet man jedoch beide Schreibweisen. Möglicherweise durch die Schreibweise von Müller beeinflusst, finden sich auch Schreibweisen mit Doppel-L. Mehrere der alten Häuser in der Schlucht existieren noch, Wasserräder findet man jedoch nicht mehr.
Die Mülenenschlucht war das erste Industriequartier der Stadt. Spätestens zu Beginn des 19. Jahrhunderts musste die weitere Industrialisierung aus Platzgründen nach St. Georgen oberhalb der Schlucht verschoben werden. Hier entstanden die für die St. Galler Stickerei bedeutenden Maschinenfabriken. Da der Weg durch die Schlucht steil und mühsam war und noch heute ist, wurde 1893 mit der Mühleggbahn eine Drahtseilbahn gebaut, die direkt vom Kloster zum Müleggweiher am oberen Ende der Schlucht führt. Das vorhandene Wasser der Steinach eignete sich hervorragend zum Bau einer Wassergewichtsseilbahn.
Vom einstigen Glanz als Industriequartier hat St. Georgen heute viel verloren. Es ist jedoch sowohl ein beliebtes Wohnquartier als auch ein bedeutendes Naherholungsgebiet der Stadt geworden. Die Mühleggbahn stellt die kürzeste und bequemste Verbindung von der Altstadt zu den Drei Weieren dar, dem zentralen Naherholungs- und Badeareal am Südhang oberhalb der Stadt.

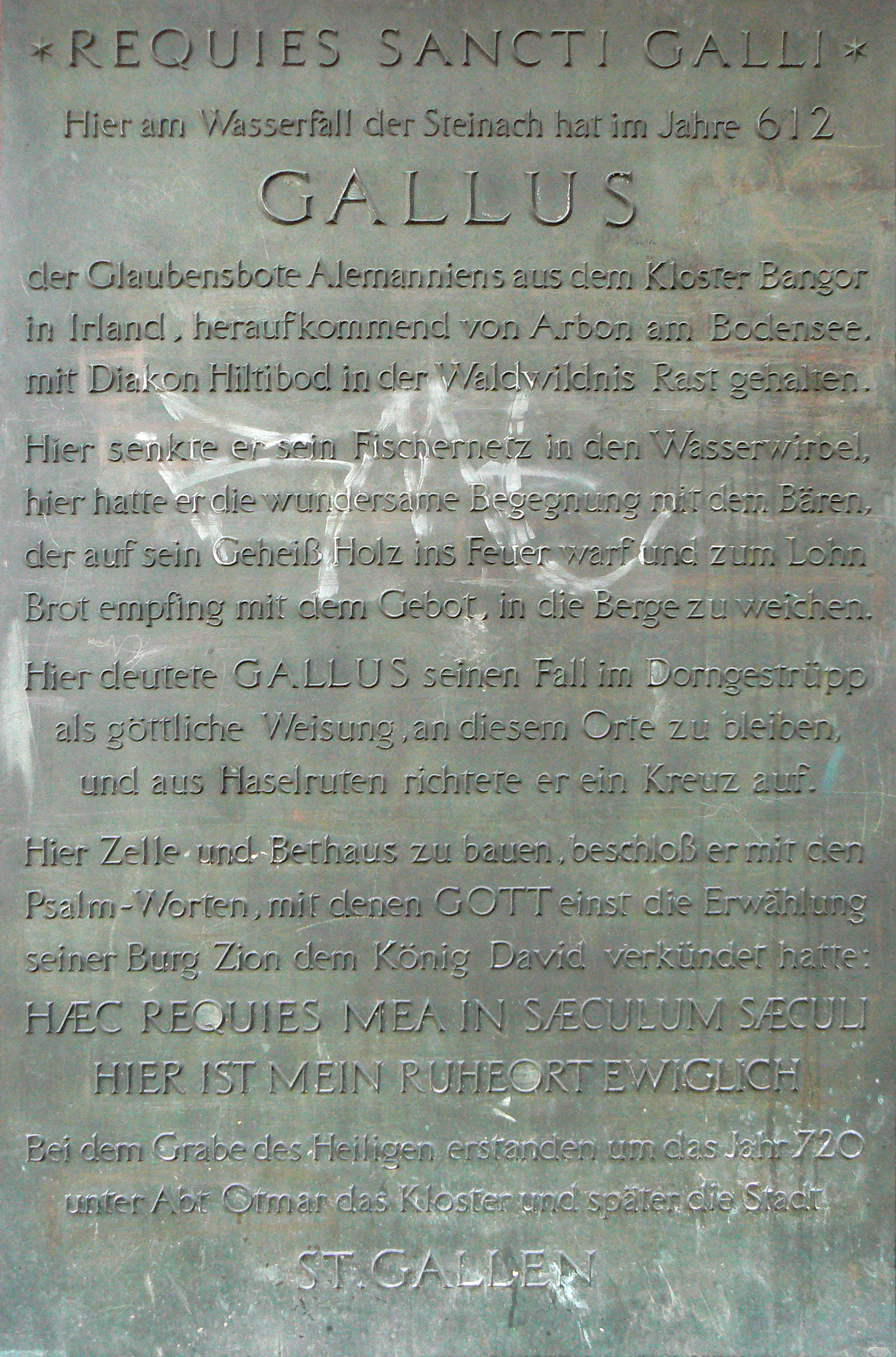
Erinnerungstafel am Nordende der Mülenenschlucht
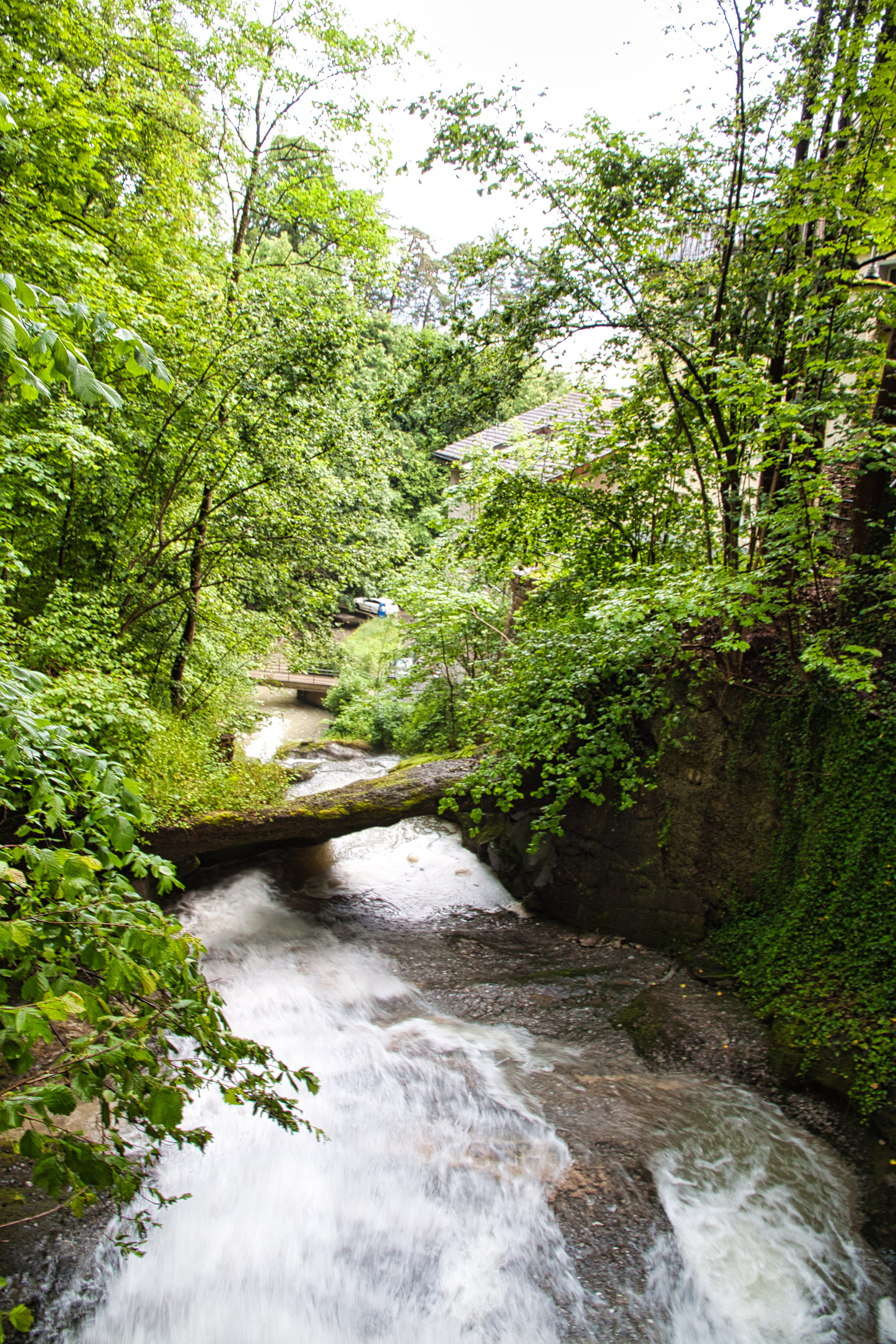
Naturbrücke in der Mülenenschlucht
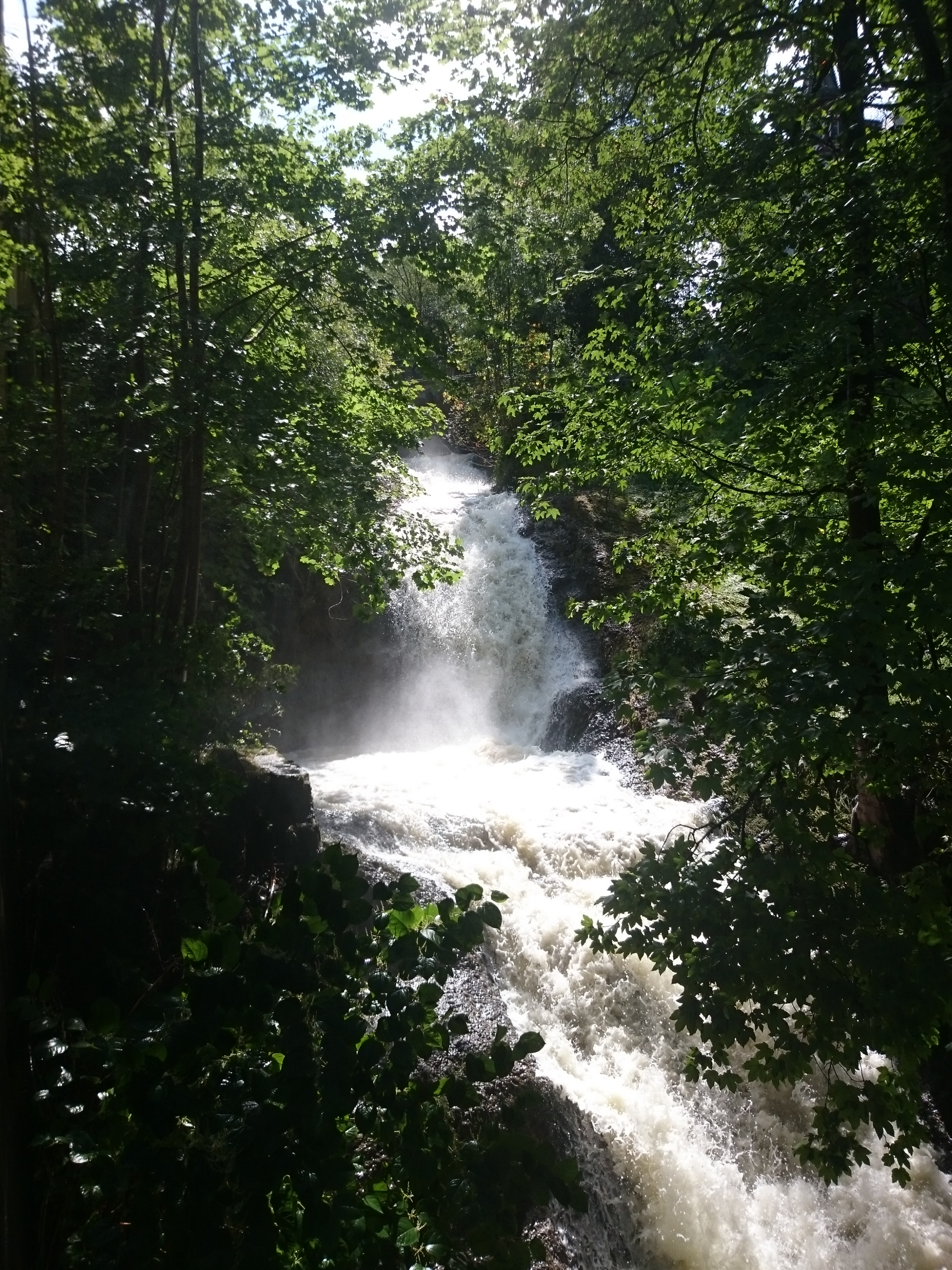
Beginn der Mülenenschlucht bei St. Georgen